# Kenan Sofuoğlu
Kenan Sofuoğlu   (Akyazı, 25 d'agost de 1984) és un parlamentari i antic pilot de motociclisme turc que va guanyar cinc campionats del món de Supersport (2007, 2010, 2012, 2015 i 2016). També va competir al Campionat del Món de Superbike la temporada del 2008 i al mundial de Moto2 del 2010 al 2011. Els seus cinc títols mundials de Supersport el converteixen en  el pilot més reeixit d'aquest campionat.
Sofuoğlu va anunciar la seva retirada de les competicions al maig de 2018 i al juny va resultar elegit per la circumscripció de Sakarya a les eleccions legislatives de la Gran Assemblea Nacional de Turquia, on es presentà integrant la llista de l'AKP.

## Carrera esportiva

### Mundial de Supersport i Superbike

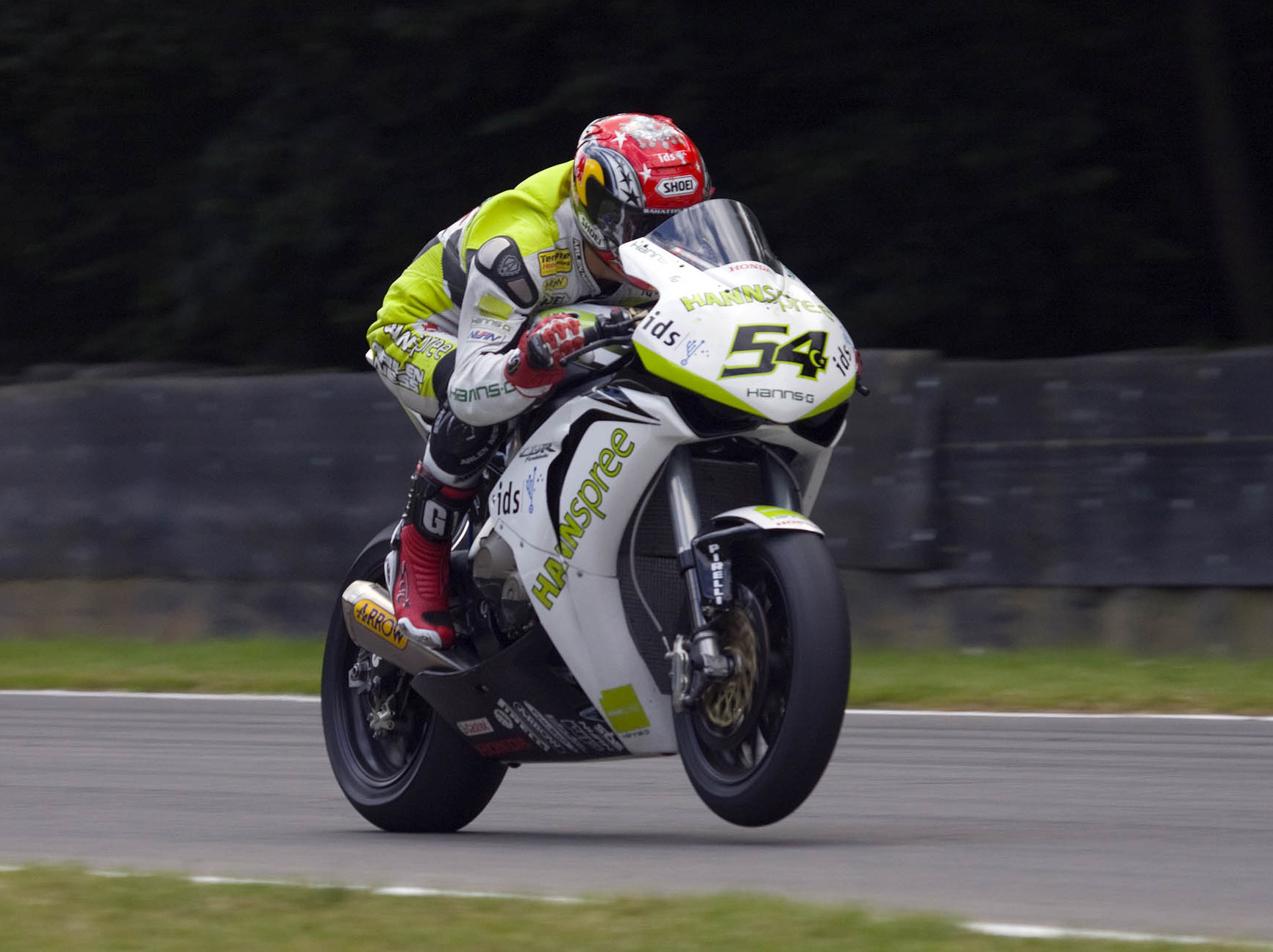
Sofuoğlu a Brands Hatch durant el mundial de Superbike del 2008

Després de guanyar la Classe B del Campionat de Turquia de Supersport l'any 2000 i la Copa alemanya "Yamaha R6" el 2002, Sofuoğlu va disputar només tres curses del Campionat del Món de Supersport el 2003 i l'any següent, 2004, va passar a competir al Campionat d'Europa de Superstock 1000, on fou tercer aquell any i segon el 2005. A partir del 2006 va passar a disputar el mundial de Supersport complet i aquell any mateix hi acabà en tercera posició final. Va dominar la temporada del 2007, guanyant cinc de les vuit primeres curses i batent el rècord de victòries en una sola temporada. Entre d'altres èxits, aquell any va passar en només dues voltes del sisè al primer lloc a Monza i va obtenir una victòria en la seva primera participació a Donington Park en mullat. També va guanyar a Losail, Xest, i Assen. Va obtenir el campionat a tres curses del final en acabar segon a Brands Hatch, esdevenint el primer campió del món de motociclisme turc.
Tot seguit, Sofuoğlu va signar amb Ten Kate Honda per a tres anys més. El 2008 va pilotar la tercera Honda CBR1000RR de l'equip al mundial de Superbike, com a membre d'un equip de Ten Kate júnior. No hi va tenir èxit i va tornar al mundial de Supersport amb el mateix equip el 2009. Aquesta vegada, l'equip no va poder preparar la seva moto al mateix nivell que la Yamaha de Cal Crutchlow i la Parkalgar Honda d'Eugene Laverty, de manera que Sofuoğlu va haver de lluitar per la tercera posició de la classificació final. Va començar el 2010 amb una successió de podis que el van dur a disputar el títol final a tres bandes amb Laverty i Joan Lascorz i finalment va aconseguir el títol després d'haver acabat al podi en totes les curses.

### Mundial de Moto2
Cap al final de la temporada del 2010, Sofuoğlu va participar al mundial de Moto2 tot prenent part al Gran Premi de Portugal amb l'equip Technomag-CIP en substitució de Shoya Tomizawa, que s'havia mort en un accident a Misano. Sofuoğlu va ser el quart més ràpid als entrenaments, fets sota la pluja, cosa que el va situar a la primera fila de la graella de sortida. Tot i que la cursa va començar amb la pista seca per primera vegada, Sofuoğlu la va encapçalar durant la major part i va acabar cinquè malgrat haver hagut d'ajustar el manillar de la moto durant la cursa. Sofuoğlu va romandre amb l'equip el 2011 i va pilotar una de les seves Suter. El seu millor resultat aquell any va ser un segon lloc a Assen.

### Retorn a Supersport

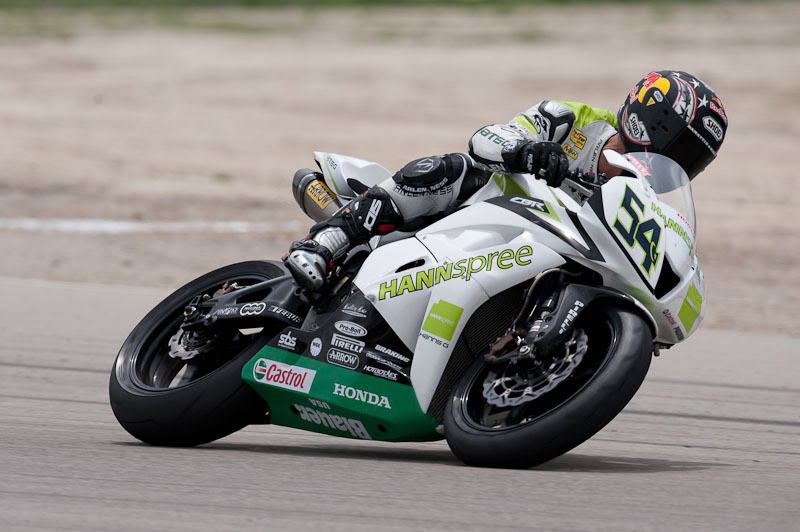
Amb l'Honda a Utah durant el mundial de Supersport del 2010

El 2012, competint amb Kawasaki, Sofuoğlu va aconseguir el seu tercer Campionat del Món de Supersport al Gran Premi de Portugal, en la penúltima cursa. De cara al 2013, com a campió del món vigent, Sofuoğlu va tenir l'opció de pilotar per a l'equip Pedercini italià, però va optar per entrar al Mahi, propietat de Mahendra Singh Dhoni. Aquell any fou subcampió del món. Amb la Kawasaki va tornar a guanyar el campionat els anys 2015 i 2016.
Durant els entrenaments per a la temporada del 2017, a començaments de febrer, Sofuoğlu es va trencar un os d'un dit i va haver de sotmetre's a dues operacions. Just abans de la primera ronda del campionat, a Austràlia, va fer una prova de dos dies i va notar que no estava a punt per a córrer a causa del dolor al dit en frenar, de manera que va decidir no participar-hi. Va tornar a casa per fer-se una altra operació i va declarar que es perdria les dues primeres rondes, però que tornaria a ser present al MotorLand Aragón, la tercera prova del campionat. El 30 de setembre es va trencar la pelvis per tres llocs després d'un accident durant la sessió de la Superpole a Magny-Cours. El mateix dia el van traslladar amb una ambulància aèria a Istanbul per a rebre atenció mèdica. El seu metge va dir que podrien donar-li l'alta al cap de 5-6 setmanes si tot anava bé. Sofuoğlu va confirmar que el període de recuperació seria de 12 setmanes, però després d'un període de només cinc, va tornar a participar en l'última ronda, a Qatar, acabant la cursa en tercer lloc i sumant prou punts per a poder acabar la temporada com a subcampió.
Sofuoğlu es va tornar a lesionar en un accident a Phillip Island a començaments del 2018, el qual va agreujar la fractura de pelvis de l'any anterior. Va fer una breu aparició a la cinquena ronda del mundial el 13 de maig, a Imola, on es va classificar en tercer lloc, però va entrar a la pit lane immediatament després de la volta de reconeixement i va anunciar la seva retirada definitiva de les curses.

## Resultats al Mundial de Supersport
Barem de puntuació de 1993 ençà:
| Posició | 1  | 2  | 3  | 4  | 5  | 6  | 7 | 8 | 9 | 10 | 11 | 12 | 13 | 14 | 15 |
| Punts   | 25 | 20 | 16 | 13 | 11 | 10 | 9 | 8 | 7 | 6  | 5  | 4  | 3  | 2  | 1  |

(Ids. Rondes | Llegenda) (Curses en negreta indiquen pole; curses en  itàlica indiquen volta ràpida)
| Any  | Moto     | 1       | 2       | 3       | 4       | 5       | 6     | 7       | 8       | 9      | 10      | 11      | 12    | 13    | 14    | Pos. | Pts |
| ---- | -------- | ------- | ------- | ------- | ------- | ------- | ----- | ------- | ------- | ------ | ------- | ------- | ----- | ----- | ----- | ---- | --- |
| 2003 | Yamaha   | SPA 16  | AUS     | JPN     | ITA     | GER Ret | GBR   | SMR     | GBR     | NED    | ITA     | FRA Ret |       |       |       | NC   | 0   |
| 2006 | Honda    | QAT 3   | AUS Ret | SPA Ret | ITA 5   | EUR 20  | SMR 8 | CZE 3   | GBR 3   | NED 1  | GER 1   | ITA 2   | FRA 2 |       |       | 3r   | 157 |
| 2007 | Honda    | QAT 1   | AUS 2   | EUR 1   | SPA 1   | NED 1   | ITA 1 | GBR Ret | SMR 3   | CZE 1  | GBR 2   | GER 2   | ITA 1 | FRA 1 |       | 1r   | 276 |
| 2008 | Honda    | QAT     | AUS     | SPA     | NED     | ITA     | GER   | SMR     | CZE     | GBR    | EUR     | ITA     | FRA   | POR 1 |       | 19è  | 25  |
| 2009 | Honda    | AUS 1   | QAT 4   | SPA 3   | NED 5   | ITA 9   | RSA 5 | USA 1   | SMR Ret | GBR 4  | CZE 9   | GER Ret | ITA 1 | FRA 3 | POR 2 | 3r   | 189 |
| 2010 | Honda    | AUS 3   | POR 1   | SPA 2   | NED 3   | ITA 2   | RSA 2 | USA 1   | SMR 3   | CZE 1  | GBR 2   | GER 2   | ITA 2 | FRA 2 |       | 1r   | 263 |
| 2012 | Kawasaki | AUS 1   | ITA DSQ | NED 2   | ITA 3   | EUR 2   | SMR 1 | SPA 5   | CZE 2   | GBR 5  | RUS 1   | GER 1   | POR 2 | FRA 4 |       | 1r   | 218 |
| 2013 | Kawasaki | AUS 1   | SPA Ret | NED 2   | ITA Ret | GBR 2   | POR 3 | ITA 1   | RUS C   | GBR 1  | GER Ret | TUR 1   | FRA 1 | SPA 2 |       | 2n   | 201 |
| 2014 | Kawasaki | AUS Ret | SPA 1   | NED Ret | ITA Ret | GBR 4   | MAL 3 | SMR 4   | POR 3   | SPA 13 | FRA Ret | QAT 8   |       |       |       | 8è   | 94  |
| 2015 | Kawasaki | AUS 6   | THA 2   | SPA 1   | NED 1   | ITA 1   | GBR 1 | POR 2   | SMR 11  | MAL 4  | SPA 1   | FRA 2   | QAT 2 |       |       | 1r   | 233 |
| 2016 | Kawasaki | AUS Ret | THA 2   | SPA 1   | NED 3   | ITA 1   | MAL 6 | GBR 1   | ITA 1   | GER 1  | FRA Ret | SPA 1   | QAT 2 |       |       | 1r   | 216 |
| 2017 | Kawasaki | AUS     | THA     | SPA Ret | NED 1   | ITA 1   | GBR 1 | ITA 1   | GER 2   | POR 1  | FRA DNS | SPA     | QAT 3 |       |       | 2n   | 161 |
| 2018 | Kawasaki | AUS 13  | THA     | SPA     | NED     | ITA Ret | GBR   | CZE     | ITA     | POR    | FRA     | ARG     | QAT   |       |       | 31è  | 3   |